# ジョバリア多連装ロケット発射機
ジョバリア多連装ロケット発射機（ジョバリアたれんそうロケットはっしゃき）は、アラブ首長国連邦陸軍が開発した装輪式自走多連装ロケット砲。

## 設計
アラブ首長国連邦陸軍が通常30名の人員を要するBM-21多連装ロケット発射機中隊（6両）の運用を少人数で済ませられる多連装ロケット発射機を要求し、それを元に設計されたため通常40連装のBM-21多連装ロケット発射機6両分にあたる240連装の多連装ロケット発射機となった。4基のロケットランチャーにそれぞれ60発の122mmロケットが搭載されており、Roketsan製のT-122 サカルヤロケットを発射する。牽引車両は米国オシュコシュ製のグローバルHETである。
2分間で240発全弾の発射が可能で、最大射程37km、最大制圧面積は4km2。再装填は支援車両によるポッドの交換によって約30分で完了する。

## 運用
アラブ首長国連邦陸軍に24両が納入され、2015年に始まったイエメン内戦に投入されている。